# John Stephenson Car Company

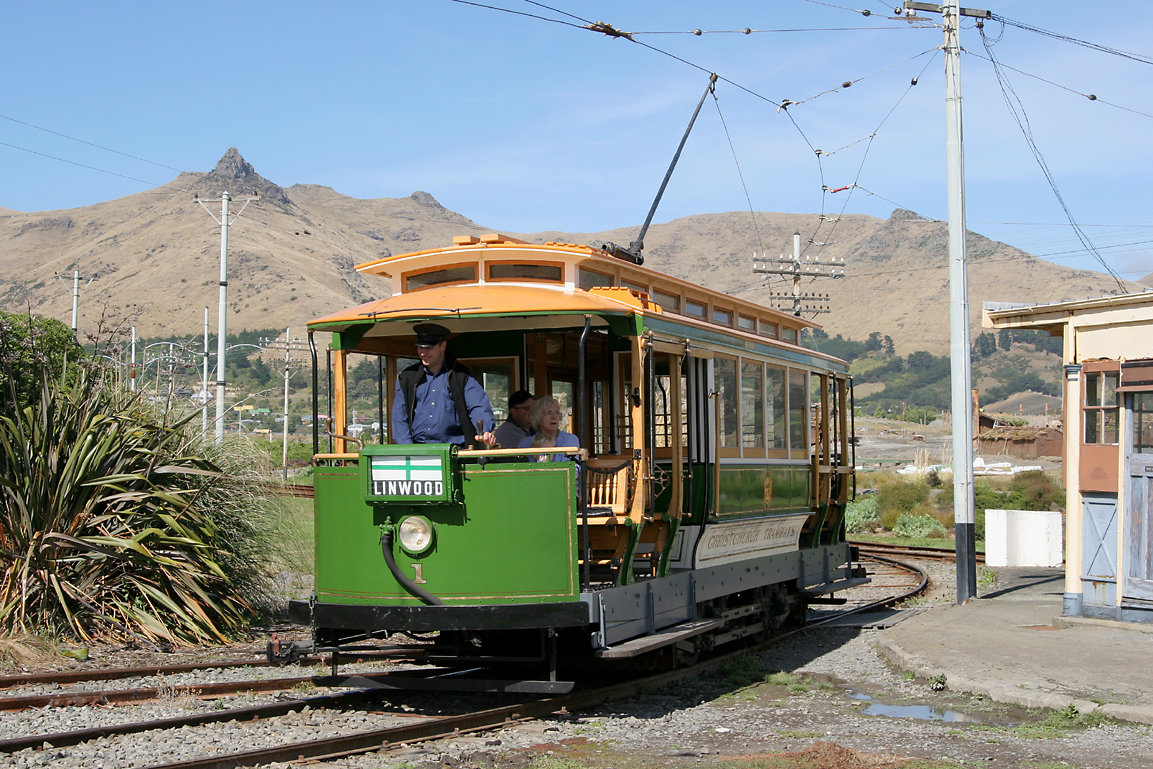
Ein 1905 von John Stephenson gebauter Straßenbahnwagen im Ferrymead Heritage Park in Neuseeland

Die John Stephenson Car Company war ein US-amerikanischer Hersteller von Pferdewagen, Kabelstraßenbahnen und Straßenbahnwagen in New York.

## Geschichte
Das Unternehmen wurde von John Stephenson 1831 gegründet, der den ersten auf Schienen laufenden Straßenbahnwagen erfunden und 1832 für die New York and Harlem Railroad gebaut hat. Eine Neuorganisation im Jahr 1867 schloss die Kürzung des Firmennamens auf John Stephenson Company ein. Am Ende des 19. Jahrhunderts war die Firma ein führender Hersteller von Straßenbahnwagen und hat allein im Zeitraum von 1876 bis 1891 etwa 25.000 Wagen hergestellt, einschließlich derer für den Export.
Die Kunden kamen nicht nur aus den Vereinigten Staaten, sondern auch aus anderen Ländern. Unter den ausländischen Kunden waren z. B. die Toronto Street Railways, die Montreal Street Railway Company, die Halifax Street Railway, Empresa de los Ferrocarriles del Distrito Federal in Mexiko-Stadt, CCFL (Carris) in Lissabon, Tranvía Caracas in Caracas und Tranvía Bolívar sowie die Compañía de Tranvías de Mérida.

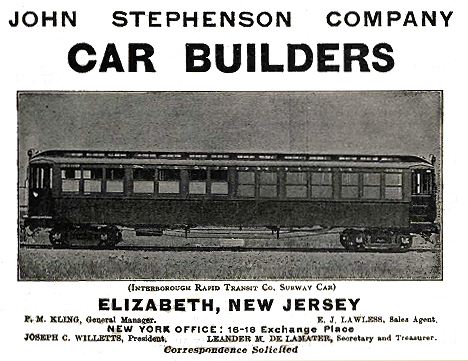
Anzeige von 1903

Stephensons Fabrik zog nach 1898 nach Elizabeth (New Jersey) um. Die Firma wurde 1904 von der J. G. Brill Company akquiriert, operierte aber unter dem eigenen Namen bis 1917, als die Fabrik an die Standard Aero Corporation zur Herstellung von Flugzeugen verkauft wurde. Das Unternehmen erlosch 1919 durch Liquidation.